# استدیو کاپیتول فیلم
استدیو کاپیتول فیلم (انگلیسی: Capitol Films) شرکت تولید و پخش فیلم انگلیسی بود . این شرکت در 6 ژوئن 1989 تاسیس و در 7 مه 2013 منحل شد.
این شرکت در ساخت بیش از 50 فیلم نقش داشت. از جمله این فیلم ها می توان به مرگ و دوشیزه , وایلد , گاسفورد پارک , الویس ساختمان را ترک کرد و شماره شانس اسلوین اشاره کرد.